# Élections générales paraguayennes de 2008
Les élections générales paraguayennes de 2008 se sont déroulées le 20 avril 2008. Celle-ci comprend l'élection législative, des élections locales et l'élection présidentielle. L'élection présidentielle a été remportée par le candidat de l'opposition Fernando Lugo de l'Alliance patriotique pour le changement, qui a battu Blanca Ovelar du Parti Colorado au pouvoir depuis soixante-un ans. Federico Franco (Parti libéral) a été élu vice-président.

## Candidats à la présidentielle et campagne
La constitution ne permet pas au président sortant Nicanor Duarte Frutos, appartenant au Parti Colorado, de se représenter à l'élection. Il appuie Blanca Ovelar, appartenant au même courant politique que lui, aux primaires contre Luis Castiglioni, le vice-président du Paraguay mais appartenant à un courant interne distinct, Vanguardia Colorada. Proche de l’armée, de l’Église et des milieux d'affaires, le Parti Colorado est perçu comme corrompu et soupçonné d'être lié au trafic d'armes et de drogue.
L'opposition, assez faible et divisée depuis la chute du dictateur Alfredo Stroessner en 1989, connait une meilleure situation depuis les élections précédentes de 2003, durant lesquelles les colorados obtiennent moins de 40 % des votes, ce qui leur fait perdre la majorité absolue.
Parmi les principaux candidats, il y a l'ex-évêque catholique Fernando Lugo, qui brandit la bannière du changement, avec une idéologie proche de la théologie de la libération, obtient l'appui du second parti du pays : le Parti libéral radical authentique, de tendance social-libéral, qui avec d'autres formations centristes et de gauche forment l'Alliance patriotique pour le changement. Il a été accusé par ses adversaires d’être proche du président vénézuélien Hugo Chavez.
Le général à la retraite, Lino Cesar Oviedo empêché de participer à l'élection précédente, a pu finalement se présenter à la candidature de ces élections, sous les couleurs de son parti, l'Union nationale des citoyens éthiques, une formation issue du Parti Colorado.

### Controverse
Le documentaire « Dieu bénisse le Paraguay » consacré à la campagne présidentielle montre un jeune responsable du Parti Colorado, José Alvarenga, distribuer de l'argent dans un bidonville d’Asunción en échange de la promesse de voter pour Blanca Ovelar, la candidate du parti.
| Classement | Candidat      | Parti/Alliance                          | %       |
| ---------- | ------------- | --------------------------------------- | ------- |
| 1          | Fernando Lugo | Alliance patriotique pour le changement | 41,2 %  |
| 2          | Blanca Ovelar | Parti Colorado                          | 31,09 % |
| 3          | Lino Oviedo   | Union nationale des citoyens éthiques   | 22,03 % |